# دبابة توغ2
توغ 2 (بالإنجليزية: TOG2)‏ هو نموذج تصميم أولي لدبابة بريطانية صُنع في وقت مبكر من الحرب العالمية الثانية، كان الغرض من بناء النموذج هو صناعة دبابة  قادرة على القتال والمناورة في المستنقعات الطينية والخنادق والحفر. تم بناء نموذج أولي واحد فقط قبل انتهاء المشروع.

## التاريخ
صنعت الدبابة في المملكة المتحدة بهدف اختراق الدفاعات الألمانية. كانت تحمل مدفعاً غريباً مما غير اسمها إلى "Gun Motor Carriage" لانها صنفت بأنها قاتلة دبابات لا دبابة لكن عاد اسمها إلى T-28 بعد ذلك. بسبب ثقلها فقد كانت تستخدم أربع جنازير بدل اثنين لكن كسابقاتها لم تستخدم هذه الدبابة في أي صراع.

## مراجع

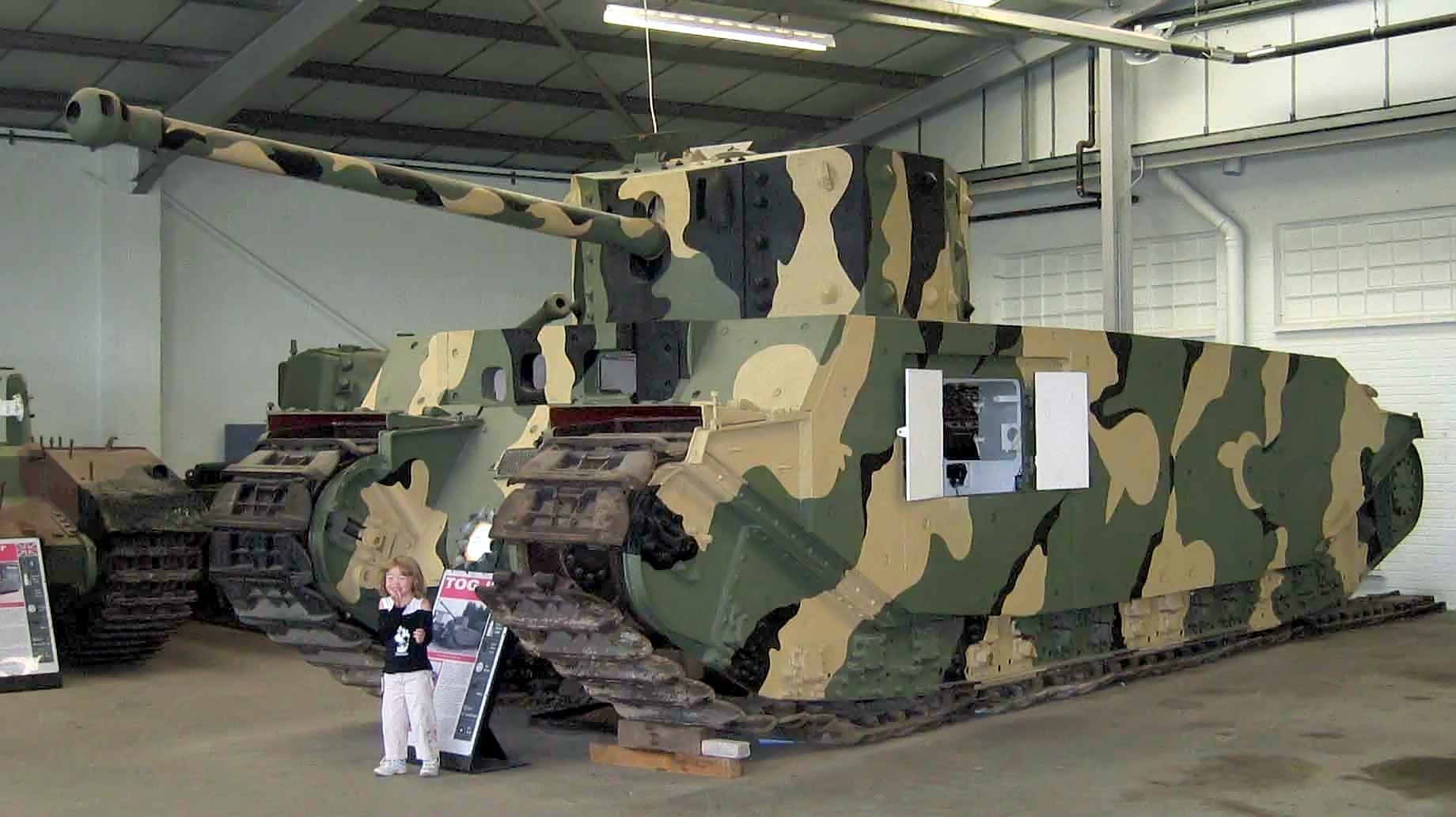

## التصميم

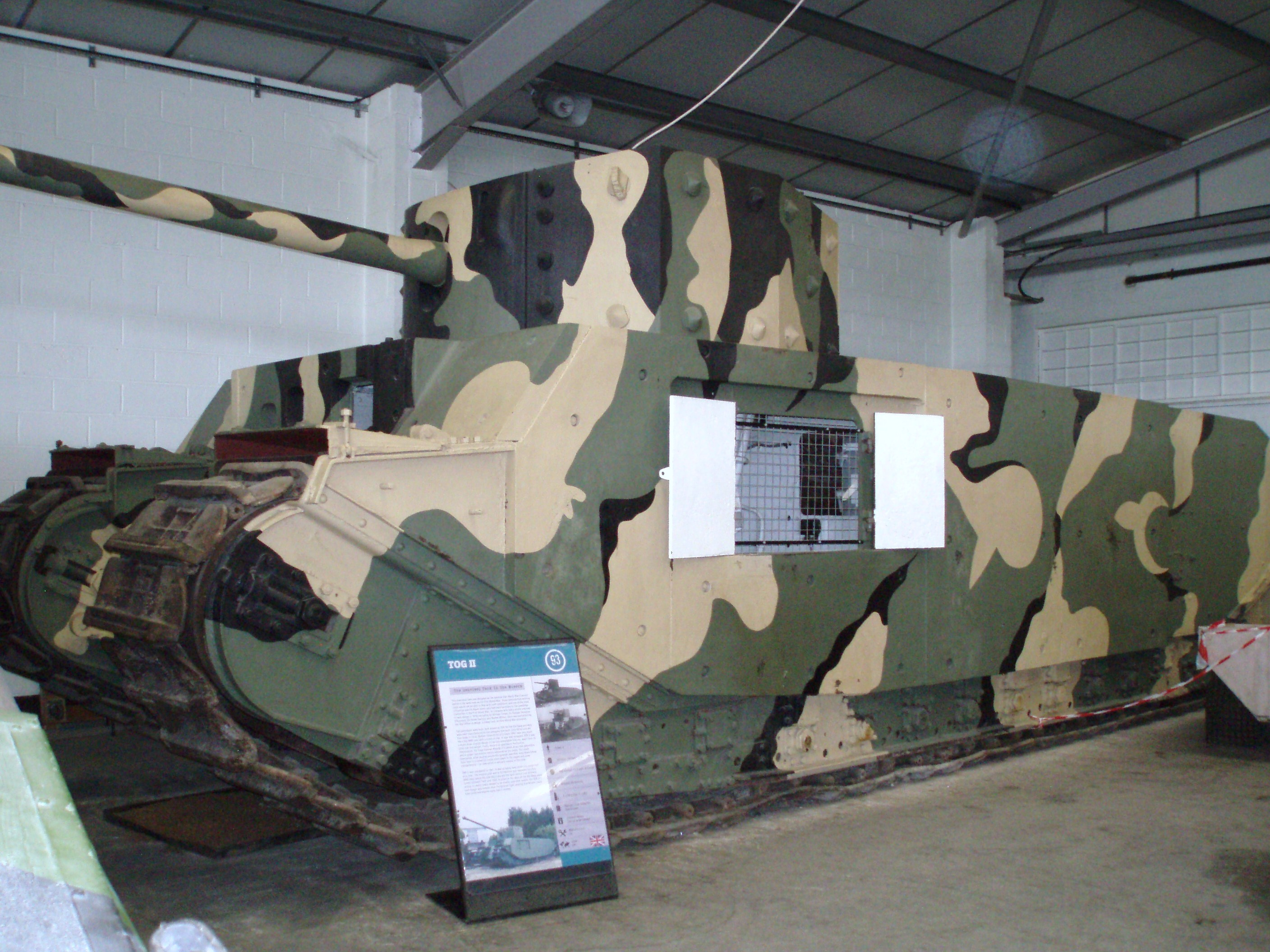

- الوزن:95 طن
- الطول:11 متر
- الطاقم: 8 أشخاص
- المدفع: 105 ملم